# 1/2 + 1/4 + 1/8 + 1/16 + ⋯
У математици, бесконачни низ 1/2 + 1/4 + 1/8 + 1/16 + · · · је елементарни пример геометријског низа који конвергира апсолутно.
Његов збир је
{\displaystyle {\frac {1}{2}}+{\frac {1}{4}}+{\frac {1}{8}}+{\frac {1}{16}}+\cdots =\sum _{n=1}^{\infty }\left({\frac {1}{2}}\right)^{n}={\frac {\frac {1}{2}}{1-{\frac {1}{2}}}}=1.}

## Директан доказ
Као и код сваког бесконачног низа, бесконачни збир
{\displaystyle {\frac {1}{2}}+{\frac {1}{4}}+{\frac {1}{8}}+{\frac {1}{16}}+\cdots }
је дефинисан да значи ограничење збира првих н израза
{\displaystyle s_{n}={\frac {1}{2}}+{\frac {1}{4}}+{\frac {1}{8}}+{\frac {1}{16}}+\cdots +{\frac {1}{2^{n}}}}
како се н приближава бесконачности. Множењем sn 2 открива користан однос:
{\displaystyle 2s_{n}={\frac {2}{2}}+{\frac {2}{4}}+{\frac {2}{8}}+{\frac {2}{16}}+\cdots +{\frac {2}{2^{n}}}=1+{\frac {1}{2}}+{\frac {1}{4}}+{\frac {1}{8}}+\cdots +{\frac {1}{2^{n-1}}}=1+s_{n}-{\frac {1}{2^{n}}}.}
Одузимањем sn са обе стране,
{\displaystyle s_{n}=1-{\frac {1}{2^{n}}}.}
Како н тежи бесконачности, sn тежи 1.

## Историја
Овај низ је коришћен као представљање једног од Зенонових парадокса. Делови Уџат ока једном су мислили да представљају првих шест сабирака низа.

## Види још
- 0.999...
- Тачкаста напомена